# Буковац (община Прешево)
Буковац (на сръбски: Буковац или Bukovac; на албански: Bukoci) е село в Югоизточна Сърбия, Пчински окръг, община Прешево.

## Население
Албанците в община Прешево бойкотират проведеното през 2011 г. преброяване на населението.
Според преброяването на населението от 2002 г. селото има 108 жители.

### Етнически състав
Данните за етническия състав на населението са от преброяването през 2002 г.
- албанци – 67 жители (62,03%)
- неизвестно – 41 жители (37,96%)